# Llano Suchiapa
Llano Suchiapa es una localidad del Santa María Petapa, en el Distrito de Juchitán, en el estado de Oaxaca. Siendo la segunda localidad más poblada, por debajo de Rincón Viejo y por encima de la cabecera municipal Santa María Petapa.
En 2010 está localidad se separó de Rincón Viejo, para alzarse como una agencia municipal independiente.

## Ubicación
Está agencia municipal se encuentra ubicada a 11 km en dirección noroeste de la cabecera municipal, justo en los límites municipales de este y Matías Romero, que se encuentra en la parte oeste y con cuya cabecera municipal comparte conurbación urbana. Se ubica en las coordenadas geográficas: 16°51′58″N 95°3′14″O / 16.86611, -95.05389.